# Guido Altarelli

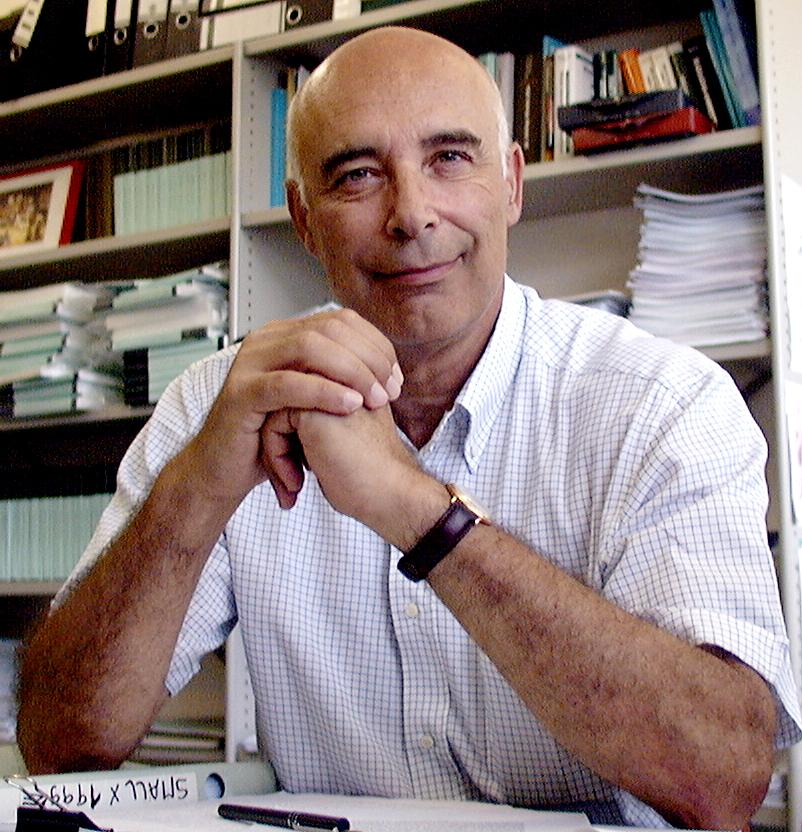
Professor Altarelli als afdelingshoofd theoretische fysica aan het CERN, augustus 2000

Guido Altarelli (Rome, 12 juli 1941 – Genève, 30 september 2015) was een natuurkundige gespecialiseerd in deeltjesfysica.
Zijn bekendste werk is de ontdekking, samen met Giorgio Parisi, van de evolutievergelijkingen van de verdelingsfuncties van quarks en gluons in het inwendige van hadronen. Omdat achteraf bleek dat de Altarelli-Parisivergelijkingen ook door de Sovjetgeleerden Dokshitzer, Gribov en Lipatov ontdekt waren, staan deze vergelijkingen thans bekend als DGLAP.
Hij studeerde af als natuurkundige van de Universiteit Sapienza Rome in 1963 en volgde zijn promotor Raoul Gatto naar de Universiteit van Florence. Het team van Gatto in de jaren 1960 raakte bekend als de "gattini" (katjes) en omvatte naast Altarelli de andere eveneens beroemd geworden theoretische natuurkundigen Luciano Maiani, Giuliano Preparata, Franco Buccella, Gabriele Veneziano en Roberto Casalbuoni, allemaal bijna-leeftijdgenoten.
Daarna trok Altarelli naar de Verenigde staten, waar hij verbleef aan de New York-universiteit (1968-1969) en de Rockefeller-universiteit (1969-1970). In 1970 werd hij docent aan de Sapienza en in 1980 hoogleraar aan dezelfde instelling. Van 1985 tot 1987 was hij directeur van de afdeling Rome van het Italiaans Nationaal Instituut voor Kernfysica. Van 1987 tot 2006 werkte hij aan de afdeling theoretische fysica van het CERN te Genève, die hij ook een tijd heeft geleid. Van 1992 tot aan zijn pensioen in 2011 was hij lid van de pas opgerichte Roma Tre-universiteit. Daarna verdeelde hij zijn tijd tussen doceren in Rome en onderzoek aan het CERN.